# 長尾水獺
長尾水獺（Lontra longicaudis）是分佈在中美洲、南美洲及千里達的水獺。
長尾水獺棲息在不同的河流環境，包括落葉林及常綠森林、大草原等。牠們似乎較喜歡清澈的河流，較少在污濁的下游出現。牠們是獨居的，主要吃魚類及甲殼類。牠們受到《瀕危野生動植物種國際貿易公約》附錄一的保護。